# والتر ديمر
والتر ديمر (بالإنجليزية: Walter Diemer)‏ (8 يناير 1904 - 8 يناير 1998) محاسب ومخترع علكة الفقاعات. 

## السيرة الذاتية

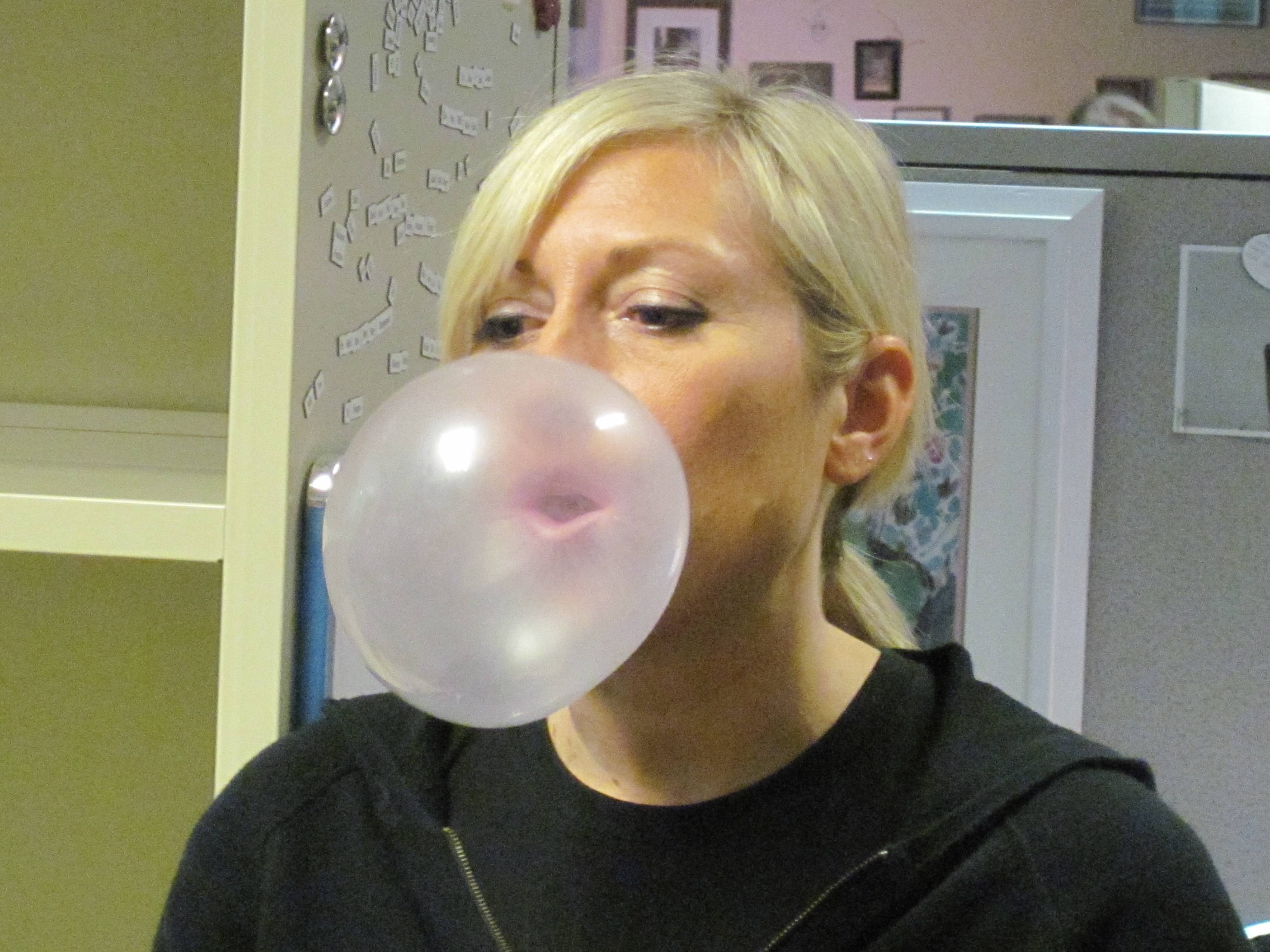
إحدى إعلانات علكة الفقاعات (باللون الوردي)

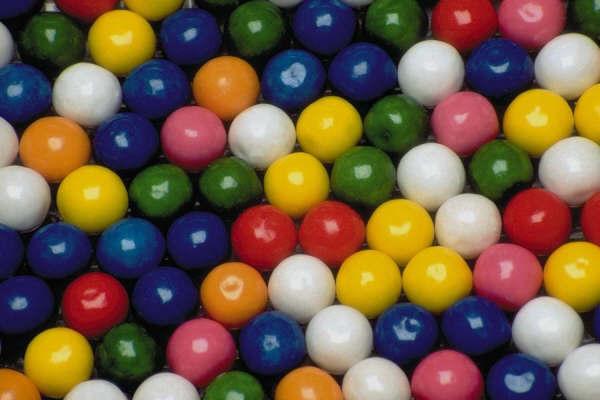
ألوان ونكهات مختلفة للعلك

ولد والتر في فيلادلفيا، بنسلفانيا، عمل كمحاسب في شركة فليير في عام 1926، عندما كان رئيس الشركة يسعى لتخصيص ميزانية لصناعة صبغة لعلكة جديدة خاصة بهم بعد نجاح مؤسس الشركة -فرانك هنري فليبر- في صناعة صبغة جديدة في عام 1906، والتي أسماها "بليبر بلوبر"، ولكنها كانت لزجة جدا وسهلة الكسر.
خصص ديمر وقت فراغه لاختبار وصفات للعلكة الجديدة، حتى استطاع في إحدى المرات الوصول إلى الوصفة المثالية. لم يكن اختيار ديمر للون الوردي بالأمر المعقد حيث كان هو اللون الوحيد المتاح في المصنع ومع رواج العلكة تم اختيار اللون الوردي ليكون اللون الاساسي للمنتج.
بالمقارنة مع باقي العلك، امتازت علكة الفقاعات بلزوجتها الأقل التي تجعلها لا تلتصق بالوجة وتستطيع الامتداد بسهولة أكبر. حسب دييمر ميزانيته واستخدم آلة تغلييف خاصه للف مائة قطعة من العلكة كمنتج تجريبي وعرض القطعة مقابل بنس واحد لتباع كل القطع المعروضة في يوم واحد.
اختار فليير اسم علكة دوبل "دوبل بابل" كإسم تجاري للمنتج، وقام ديمر بتعليم البياعين كيفية نفخ الفقاعة بسهولة موضح لهم نقاط تفوق علكته على باقي العلك. ببنس واحد للقطعة تجاوزت مبيعات العلكة 1.5 مليون دولار في عامها الأول. لم يسجل ديمر المنتج بإسمه وظهرت العديد من المنافسة بعد الانتشار الكبير للعلكة حتى خلال فترة الكساد الكبير. 

## التكريم
وفقا لزوجته الثانية، فلورنسا، لم يحصل والتر دييمر على أي تكريم على اختراعه ولم يطالب بالأمر حتى فكان سعيدا بانتشار منتجه في أنحاء الولايات والدول فقام بالإشراف على خط بناء للعلكة في فيلادلفيا، برشلونة وأسبانيا كما سافر في جولة دعائية للعلكة حول العالم.
استمر دييمر في العمل داخل شركة فلير لعقود حتى وصل إلى منصب نائب رئيس الشركة وأصبح عضوا في مجلس الإدارة. تقاعد دييمر في عام 1970 من منصب نائب المدير لكنه ظل في مجلس إدارة الشركة لمدة 15 عاما (أي إلى عام 1985). بعد وفاة زوجته الأولى، أديلايد، في عام 1990 بدأ دييمر بتوزيع علكته على الأطفال مجانا في ولاية بنسلفانيا على دراجة بثلاث عجلات كبيرة.

## الحياة العائلية
تزوج ديمر مرتين الأولى من أديلايد التي توفيت عام 1990، والثانية من فلورنسا (1996-1998)، رزق منهما بطفلين.

## الوفاة
توفي دييمر بعد اصابته بقصور القلب الاحتقاني في لانكستر، بنسلفانيا في عيد ميلاده الرابع والتسعين. قام برنامج ساترداي نايت لايف بذكره بمزحه تنص على أنه قد تم العثور على جثته ملصوقة تحت إحدى مقاعد الموجودة بأحد المسارح.

## وصلات خارجية
- رحلة والتر ديمر بالصور.
- نبذة عن حياة والتر ديمر.
- الرابطة الوطنية لمصنعي علك الفقاعات.
- والتر ديمر- فايند أغريف.

### يوتيوب
- سوزان مونتجومري صاحبة أكبر فقاعه على التلفاز الأسباني
- رحلة داخا مصنع لصناعة علكة الفقاعات
- نبذة عن تاريخ اللبان